# Alfons Porta i Vilalta
Alfons Porta i Vilalta (Lleida, 20 d'abril de 1917 - 18 de setembre de 2005) és un advocat i polític català, fill de Joan Porta i Miret.

## Biografia
Es llicencià en dret a la Universitat de Barcelona el 1941 i fou conseller de la Paeria de Lleida del 1958 al 1964. Del 1968 al 1972 fou degà del Col·legi d'Advocats de Lleida i membre del comitè executiu de la Cambra de Comerç i Indústria de Lleida. Del 1964 al 1979 va ser el delegat a Lleida de la Federació Catalana de Futbol i directiu de la Unió Esportiva Lleida, club del que havia estat president el seu pare.
A les eleccions generals espanyoles de 1979 fou escollit senador per la demarcació de Lleida per Centristes de Catalunya-UCD. Fou secretari primer de la Comissió de Justícia i Interior del Senat. A les eleccions municipals espanyoles de 1979 fou elegit conseller de la Paeria de Lleida del 1979 al 1983. Li fou concedida la creu de l'Orde de Sant Ramon de Penyafort.